# Dirol
Dirol ist eine französische Gemeinde mit 106 Einwohnern (Stand 1. Januar 2022) im Département Nièvre in der Region Bourgogne-Franche-Comté. Sie gehört zum Arrondissement Clamecy und zum Gemeindeverband Tannay-Brinon-Corbigny.

## Geografie
Die Gemeinde Dirol liegt an der Yonne westlich des Morvan-Gebirges, etwa 65 Kilometer nordöstlich von Nevers. Parallel zur Yonne verläuft hier der Canal du Nivernais mit drei Schleusen im Gemeindegebiet von Dirol. Die überwiegend flache bis leicht gewellte Landschaft zeigt einen Wechsel aus Feldern, Wiesen, kleineren Waldstücken und Hecken. Zur Gemeinde Dirol gehören die Ortsteile Le Chintre, Les Millerins und Les Chaumes du Bois Camusat. Nachbargemeinden von Dirol sind Flez-Cuzy im Norden, Vignol und Monceaux-le-Comte im Nordosten, Ruages im Osten, Marigny-sur-Yonne im Süden, Germenay im Südwesten, Challement im Westen sowie Lys und Saint-Didier im Nordwesten.

## Ortsname
Der Gemeindename entstand aus dem lateinischen Durellum (1287) und änderte sich über Diroul (1473) zum seit etwa 1550 verwendeten Dirol.

## Bevölkerungsentwicklung
| Jahr      | 1962 | 1968 | 1975 | 1982 | 1990 | 1999 | 2011 | 2021 |
| Einwohner | 151  | 158  | 175  | 163  | 146  | 143  | 124  | 108  |

Im Jahr 1866 wurde mit 302 Bewohnern die bisher höchste Einwohnerzahl ermittelt. Die Zahlen basieren auf den Daten von cassini.ehess und INSEE.

## Sehenswürdigkeiten
- Kirche Saint-Martin
- zwei Klappbrücken über den Canal du Nivernais
- Calvaire

## Wirtschaft und Infrastruktur
In der Gemeinde Dirol sind sechs Landwirtschaftsbetriebe (Getreideanbau Pferde-, Ziegen- und Schafzucht) ansässig.
Dirol liegt abseits der überregional wichtigen Verkehrswege. Am rechten, östlichen Ufer der Yonne verläuft die Fernstraße D985 (ehemalige Route nationale 485) von Clamecy nach Corbigny. Im 64 Kilometer entfernten La Charité-sur-Loire besteht ein Anschluss an die Autoroute A77. Die durch Dirol führende Bahnlinie von Clamecy nach Corbigny wurde 1868 eröffnet; der nächste Bahnhof befindet sich im acht Kilometer entfernten Corbigny.

## Belege
1. ↑  Ortsname auf DictionnaireTopographiqueNievre. Archiviert vom Original (nicht mehr online verfügbar) am 10. August 2016; abgerufen im Jahr 2020.  Info: Der Archivlink wurde automatisch eingesetzt und noch nicht geprüft. Bitte prüfe Original- und Archivlink gemäß Anleitung und entferne dann diesen Hinweis.
2. ↑  Dirol auf cassini.ehess.fr
3. ↑  Dirol auf INSEE
4. ↑  Landwirtschaftsbetriebe auf annuaire-mairie.fr